# 南住吉 (所沢市)
南住吉（みなみすみよし）は、埼玉県所沢市の町名。単独町名で丁番は設定されていない。郵便番号は359-1125。

## 地理
所沢市内の南部、吾妻地区に所属する。西武新宿線・西武池袋線所沢駅の南西側に位置し、西住吉、東住吉、北秋津、久米、星の宮と隣接する。町域内は概ね住宅地で、町境の北東側には東京都道・埼玉県道4号東京所沢線が通り、南西側は西武池袋線の線路のカーブに接している。

## 歴史
- 1967年（昭和42年）4月1日 - 大字久米の一部より南住吉が成立[5]。

### 地名の由来
昭和30年代頃、「住吉町」と通称されていたことによる。

## 世帯数と人口
2017年（平成29年）9月30日現在の世帯数と人口は以下の通りである。
| 町丁   | 世帯数    | 人口    |
| ------ | --------- | ------- |
| 南住吉 | 1,407世帯 | 2,863人 |

## 交通

### 鉄道
- 西武鉄道・西武池袋線- 最寄駅は所沢駅（約500 m北）。また、西端からは約1 km西に置かれた同線の西所沢駅も利用可能な範囲にある。

### バス
最寄のバス停は町域外の「東住吉」ほか。

### 道路
- 埼玉県道4号東京所沢線

交差点
- 「南小学校入口」
- 「東住吉」

## 歴史
旧入間郡吾妻村

## 施設
- 所沢市立南小学校

## 小・中学校の学区
市立小・中学校に通う場合の学区（校区）は以下の通り。
| 町丁   | 番・番地 | 小学校           | 中学校                     |
| ------ | -------- | ---------------- | -------------------------- |
| 南住吉 | 全域     | 所沢市立南小学校 | 所沢市立南陵中学校（久米） |

## 脚註
1. 1 2  “最新の人口について”.   所沢市 (2017年10月17日). 2017年10月20日閲覧。
2. 1 2  “郵便番号”.  日本郵便. 2017年10月20日閲覧。
3. ↑  “市外局番の一覧”.   総務省. 2017年5月29日閲覧。
4. ↑  所沢市公式「防災ガイド Archived 2011年3月15日, at the Wayback Machine.・避難所マップ（吾妻地区マップ）」 (PDF)  2012年4月閲覧
5. ↑  『角川日本地名大辞典 11 埼玉県』 1089頁。
6. ↑  『ところざわ歴史物語　増補改訂版』所沢市教育委員会、2020年（p.185）
7. ↑  所沢市ホームページ 住所別通学区域一覧表 2011年4月閲覧